# Championnat d'Aruba de football 2009-2010
Navigation
Saison précédente Saison suivante
La saison 2009-2010 du Championnat d'Aruba de football est la vingt-quatrième édition de la Division di Honor, le championnat de première division à Aruba. Les dix meilleures équipes de l'île sont regroupées au sein d’une poule unique où elles s’affrontent au cours de plusieurs phases, avec des qualifications successives, jusqu'à la finale nationale. En fin de saison, le dernier du classement est relégué tandis que les 8e et 9e doivent prendre part à une poule de promotion-relégation.
C'est le SV Britannia, tenant du titre, qui est à nouveau sacré cette saison après avoir battu le SV Estrella en finale. Il s’agit du troisième titre de champion d'Aruba de l’histoire du club.

## Les clubs participants
- SV Racing Club Aruba
- SV Britannia
- SV Dakota
- SV Deportivo Nacional
- SV Bubali - Promu de Division Uno
- SV Sportboys
- River Plate Aruba
- SV Estrella
- SV La Fama
- SV Brazil Juniors - Promu de Division Uno

## Compétition
Le barème utilisé pour établir le classement est le suivant :
- Victoire : 3 points
- Match nul : 1 point
- Défaite : 0 point

### Saison régulière
| Rang | Équipe                | Pts | J  | G  | N | P  | Bp | Bc | Diff |
| ---- | --------------------- | --- | -- | -- | - | -- | -- | -- | ---- |
| 1    | SV Britannia'T'C      | 37  | 18 | 11 | 4 | 3  | 49 | 17 | +32  |
| 2    | SV La Fama            | 33  | 18 | 10 | 3 | 5  | 31 | 18 | +13  |
| 3    | SV Estrella           | 31  | 18 | 10 | 1 | 7  | 26 | 22 | +4   |
| 4    | SV BubaliP            | 29  | 18 | 9  | 3 | 6  | 33 | 25 | +8   |
| 5    | SV Deportivo Nacional | 28  | 18 | 8  | 4 | 6  | 34 | 18 | +16  |
| 6    | SV Racing Club Aruba  | 27  | 18 | 7  | 6 | 5  | 25 | 17 | +8   |
| 7    | River Plate Aruba     | 18  | 18 | 5  | 3 | 10 | 18 | 33 | -15  |
| 8    | SV Brazil JuniorsP    | 16  | 18 | 4  | 4 | 10 | 15 | 43 | -28  |
| 9    | SV Sportboys          | 16  | 18 | 4  | 4 | 10 | 15 | 43 | -28  |
| 10   | SV Dakota             | 14  | 18 | 3  | 5 | 10 | 18 | 36 | -18  |

|  | Qualification pour le Calle 4                                                   |
|  | Participation à la poule de promotion-relégation                                |
|  | Relégation directe en Division Uno                                              |
|  | T : Tenant du titre C : Vainqueur de la Coupe d'Aruba P : Promu de Division Uno |

### Calle 4
| Rang | Équipe           | Pts | J | G | N | P | Bp | Bc | Diff |  | Résultats (▼ dom., ► ext.) | Bri | Est | Bub | LaF |
| ---- | ---------------- | --- | - | - | - | - | -- | -- | ---- |  | -------------------------- | --- | --- | --- | --- |
| 1    | SV Britannia'T'C | 12  | 6 | 3 | 3 | 0 | 10 | 5  | +5   |  | SV Britannia'T'C           |     | 2-1 | 0-0 | 0-0 |
| 2    | SV Estrella      | 9   | 6 | 3 | 0 | 3 | 8  | 8  | 0    |  | SV Estrella                | 1-3 |     | 1-2 | 2-0 |
| 3    | SV BubaliP       | 8   | 6 | 2 | 2 | 2 | 6  | 6  | 0    |  | SV BubaliP                 | 0-0 | 0-1 |     | 0-3 |
| 4    | SV La Fama       | 4   | 6 | 1 | 1 | 4 | 8  | 13 | -5   |  | SV La Fama                 | 3-5 | 1-2 | 1-4 |     |

|  | Qualification pour la finale nationale                                          |
|  | T : Tenant du titre C : Vainqueur de la Coupe d'Aruba P : Promu de Division Uno |

### Finale nationale
| Équipe 1     | Résultat | Équipe 2    | Aller | Retour | Appui |
| ------------ | -------- | ----------- | ----- | ------ | ----- |
| SV Britannia | 2 - 1    | SV Estrella | 0 - 1 | 2 - 0  | 2 - 0 |

### Poule de promotion-relégation
Les 8e et 9e de Division di Honor affrontent les 2e et 3e de Division Uno en barrage pour attribuer les deux dernières places en première division la saison prochaine. Chaque club rencontre deux fois tous ses adversaires. Les deux clubs de deuxième division, le SV Sporting et le SV Juventud Tanki Leendert, terminent aux deux premières places et obtiennent leur promotion

## Bilan de la saison
| Championnat d'Aruba de football 2009-2010 |                            |
| Champion                                  | SV Britannia (3e titre)    |
| Coupes et trophées                        |                            |
| Vainqueur de la Coupe d'Aruba 2009-2010   | SV Britannia               |
| Qualifications continentales              |                            |
| CFU Club Championship 2011                | Aucun                      |
| Promotions et relégations                 |                            |
| Promus en Division di Honor               | SV Independiente Caravel   |
| Promus en Division di Honor               | SV Juventud Tanki Leendert |
| Promus en Division di Honor               | SV Sporting                |
| Relégués en Division Uno                  | SV Dakota                  |
| Relégués en Division Uno                  | SV Brazil Juniors          |
| Relégués en Division Uno                  | SV Sportboys               |